# Mô cận tử cung

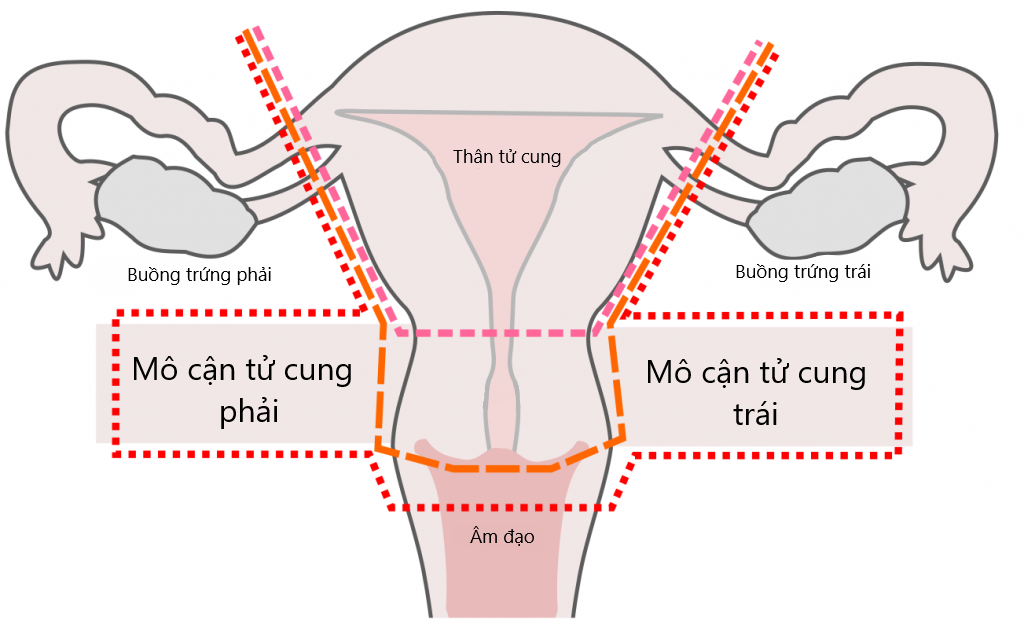
Mô cận tử cung trong tử cung.

Mô cận tử cung là một dải mô sợi ngăn cách phần trên âm đạo của cổ tử cung với bàng quang. Nó kéo dài sang hai bên và nằm ngang giữa các lớp của dây chằng rộng. Mô cận tử cung giúp kết nối tử cung với các mô khác trong khung chậu. Động mạch tử cung và dây chằng buồng trứng nằm trong mô cận tử cung.